# Czarny szlak turystyczny Oblęgorek – Barania Góra
 Czarny szlak turystyczny Oblęgorek – Barania Góra – szlak turystyczny na terenie Gór Świętokrzyskich.

## Przebieg szlaku
| Odległość | Atrakcje                  | Punkt                                 | Skrzyżowania szlaków                                |
| --------- | ------------------------- | ------------------------------------- | --------------------------------------------------- |
| 0,0 km    |                           | Oblęgorek PKS                         |                                                     |
| 0,5 km    | muzeum                    | Oblęgorek Muzeum Henryka Sienkiewicza |                                                     |
| 2,5 km    | rezerwat roślinny · wąwóz | Barania Góra                          | Główny Szlak Świętokrzyski im. Edmunda Massalskiego |

## Galeria

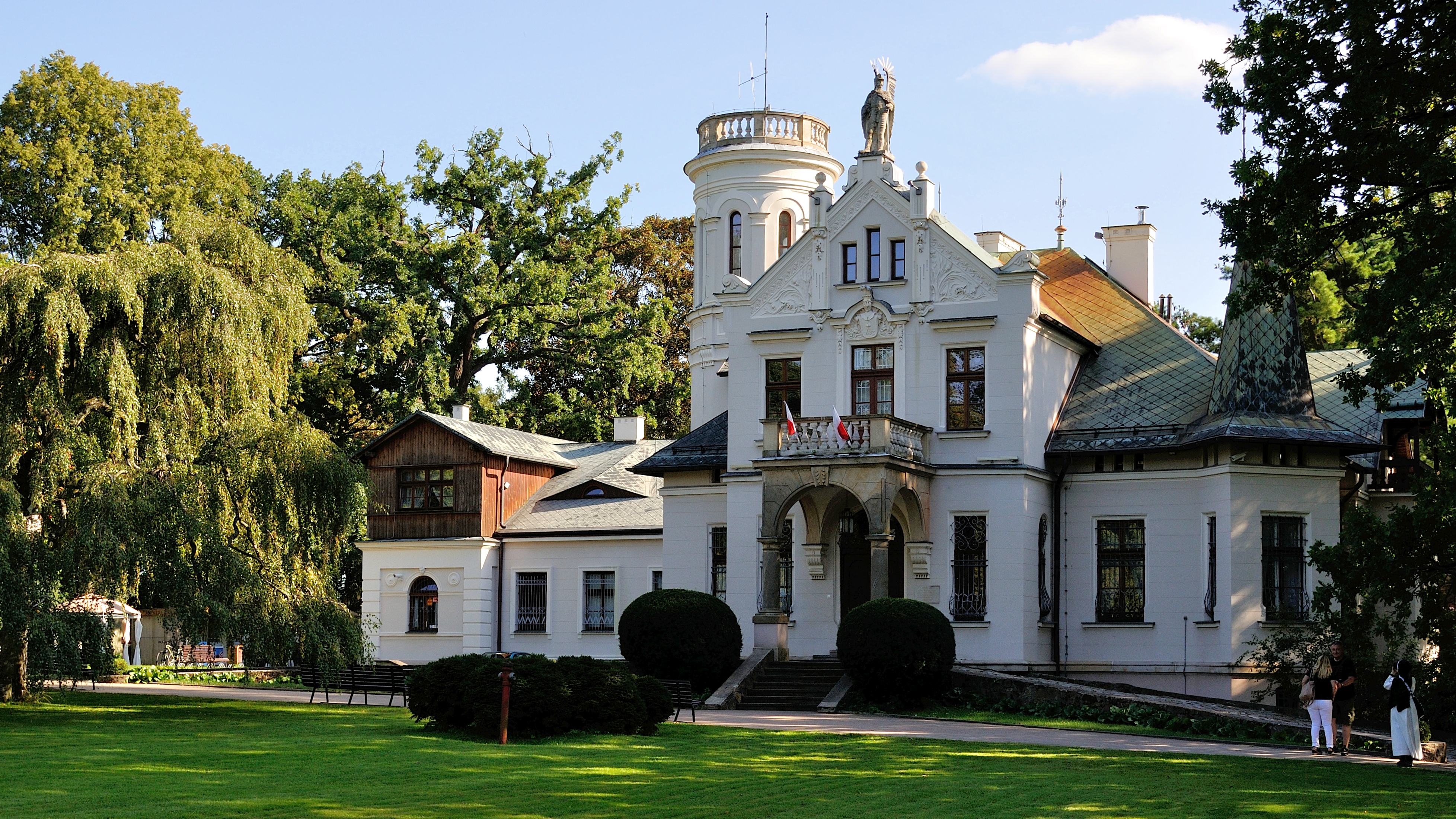
Muzeum Henryka Sienkiewicza w Oblęgorku
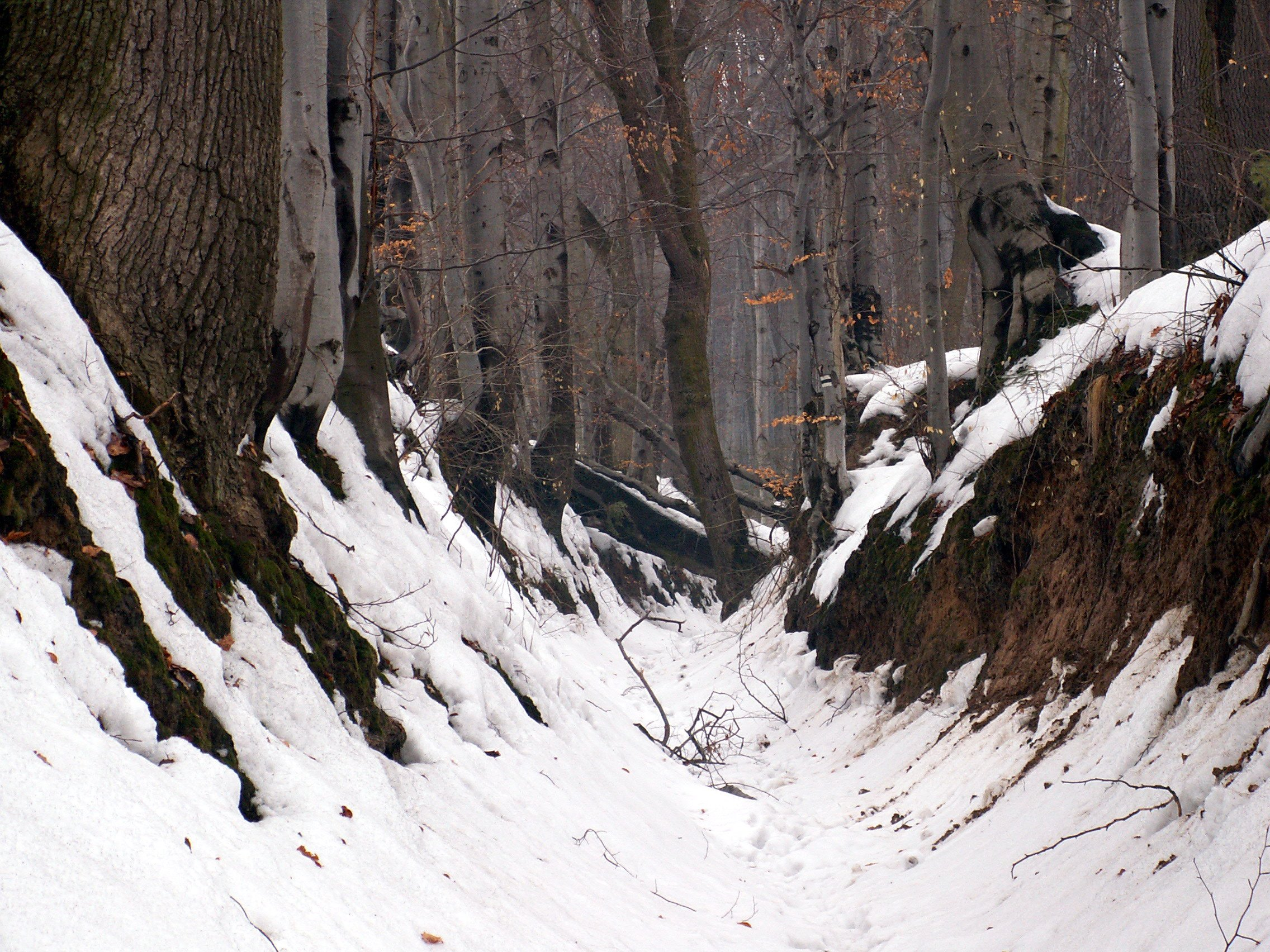
Wąwóz w rezerwacie Barania Góra